# Remigia nigrimacula
Remigia nigrimacula là một loài bướm đêm trong họ Erebidae.